# سازمان بین‌المللی حفاظت
سازمان بین‌المللی حفاظت (انگلیسی: Conservation International) که به اختصار CI (سی آی) نامیده می‌شود یک سازمان زیست‌محیطی غیرانتفاعی در آمریکاست. دفتر مرکزی این سازمان در آرلینگتون در ایالت ویرجینیا قرار دارد. حوزه فعالیت این سازمان در آموزش، پژوهش و همکاری زیست‌محیطی است. سازمان بین‌المللی حفاظت دارای ۱۰۰۰ کارمند است و با بیش از ۳۰ کشور رابطه دارد. این سازمان تا کنون به تأسیس ۱۲۰۰ منطقه حفاظت‌شده در ۷۸ کشور دنیا کمک کرده‌است.